# Marina de guerra catalana

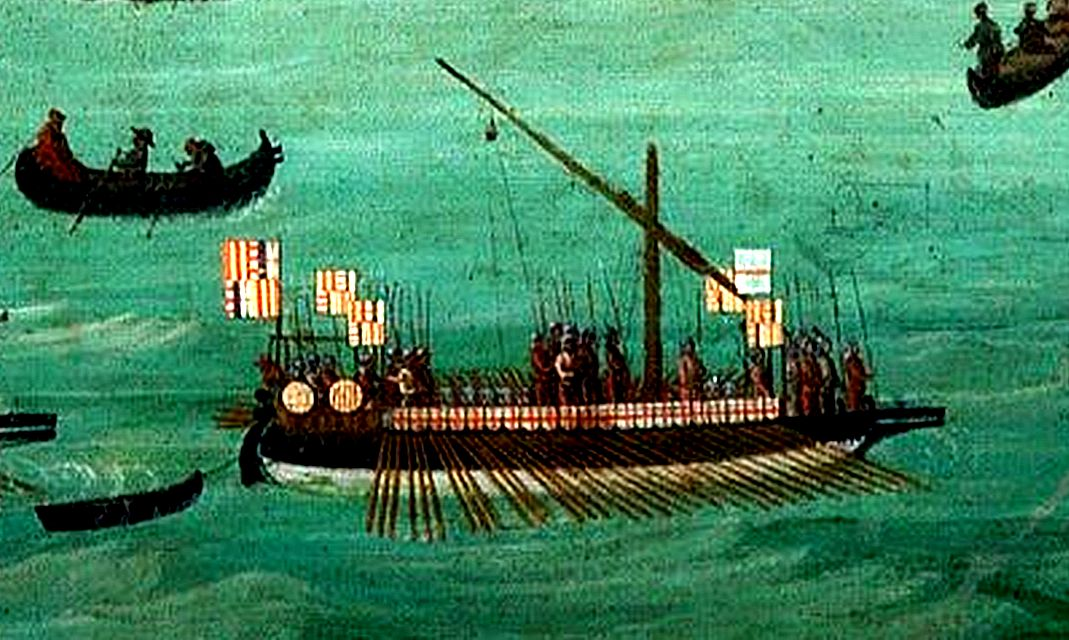
Galera catalana de l'almirall Galceran de Requesens i Joan de Soler. Vegeu que remolca la seva barca de panescalm.
- La xurma és amb terçols, amb tres remers a cada banc cadascun amb el seu rem. Hi ha una separació palesa dels rems en grups de tres.
- El nombre de rems i la proporció de les figures no són correctes.

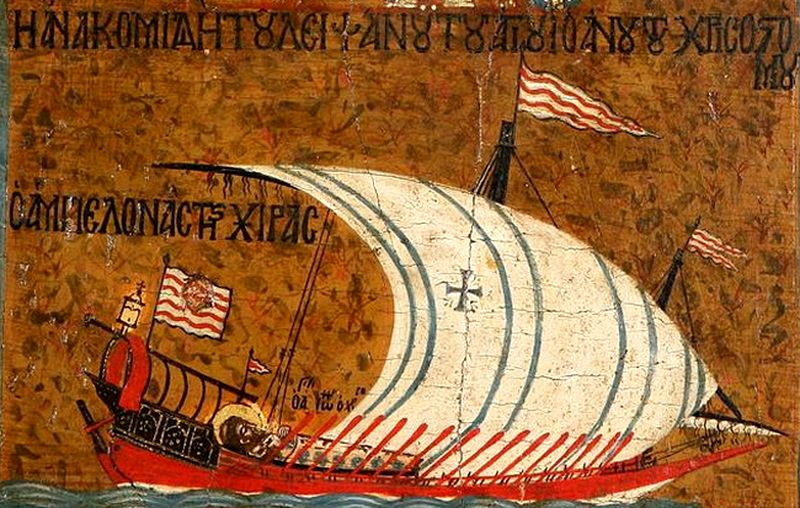
Galiota d'estil català (galera petita). Icona de Sant Joan Crisòstom de Kímolos.

La marina de guerra catalana –amb vaixells catalans, almiralls catalans i tripulacions catalanes (sense comptar la xurma)– a les ordres directes o indirectes dels comtes de Barcelona representava una realitat reconeguda per tota la Mediterrània des dels seus orígens fins a Ferran el Catòlic. En èpoques posteriors vaixells construïts i tripulats a les costes catalanes, sota l'autoritat de reis no catalans, protagonitzaren alguns fets importants.
De manera anàloga les marines de guerra del regnes de Mallorca i de València tingueren entitat pròpia i poden ser estudiades de forma particular.

## Resum previ

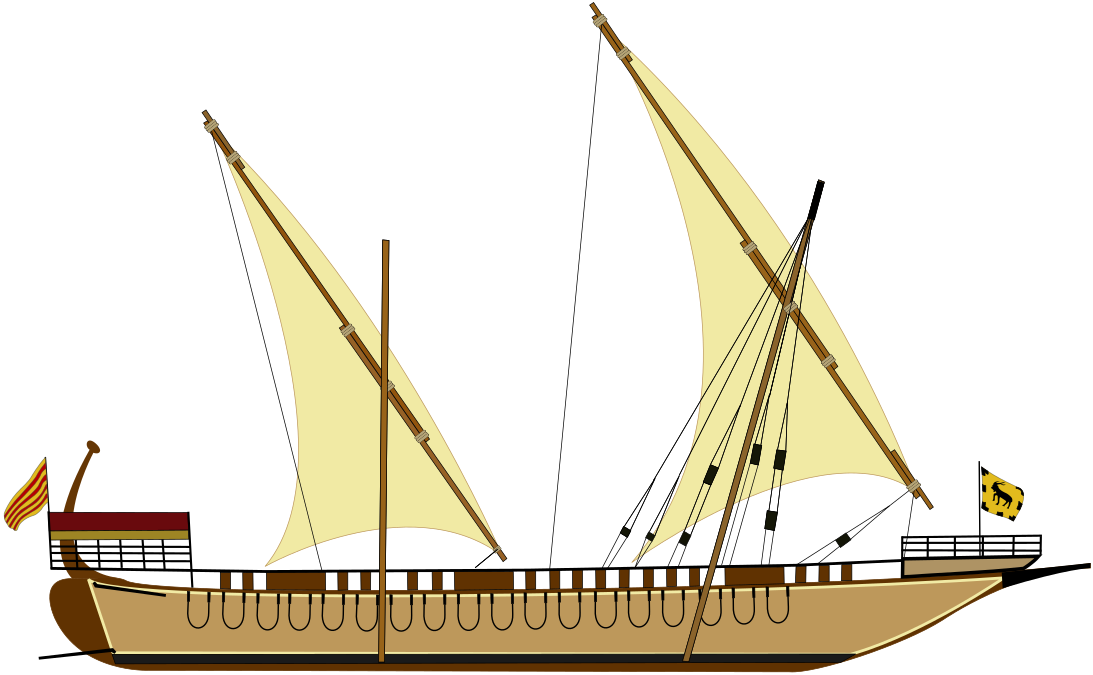
Vista lateral d'una tarida habilitada pel transport de cavalls.

Una marina de guerra es basa en els vaixells, les persones que comanden els estols, les tripulacions, les armes i la manera d'actuar de tots plegats seguint les instruccions de l'autoritat política governant.
- Vaixells.
  - L'estudi general ha de tenir en compte els nombre de vaixells construïts, les seves característiques, el cost de fabricació, les despeses de manteniment, els costos d'operació, la vida útil de cada vaixell, ...
  - En l'època dels vaixells de fusta calia tallar aquesta alguns anys abans, per a poder-la tractar i assecar de manera adequada. Una marina de guerra eficient exigeix previsió i organització.
- Responsables en campanya.
  - Un estol està governat per un almirall i, eventualment, per un sots-almirall. Cada vaixell (galera, nau o similar) té un capità i altres oficials (patró, nauxer, còmit, ...).
- Tripulació
  - La maniobra d'un vaixell exigeix un cert nombre de mariners i fadrins (joves aprenents)
- Guerrers
  - En un vaixell de guerra tothom pot lluitar però és convenient i freqüent disposar a bord de guerrers especialitzats (per exemple ballesters) amb bones armes defensives i ofensives.
- Remers.
  - En vaixells moguts per rems hi ha d'haver un nombre important de remers (voluntaris o forçats).[1]
- Armes.
  - Les armes d'un vaixell de guerra poden ser generals o individuals. Les armes generals de les galeres medievals eren les ballestes de lleva i, posteriorment, les peces d'artilleria basades en la pólvora.[2]

### Plantejament de l'article
L'article segueix una exposició cronològica de fets puntuals. Indicant, en cada cas, els punts indicats més amunt: nombre de vaixells, persones responsables i altres detalls.

## Antecedents
Una marina de guerra d'una certa entitat no s'improvisa ni surt del no res. Abans de l'esclat que va suposar la conquesta de Mallorca, hi ha alguns fets navals que demostren l'existència de vaixells de guerra basats –i potser construïts– a les costes catalanes.

### Batalla de Mallorca (813)

Dominis territorials. Any 814.

La batalla de Mallorca fou una batalla sostinguda, i guanyada, per l'estol d'Ermenguer d'Empúries l'any 813, en aigües de Mallorca, contra la flota sarraïna, que venia d'assolar Còrsega. El comte va esperar subreptíciament a Mallorca l'armada musulmana i la victòria es va saldar amb la captura de vuit naus i l'alliberament de cinc-cents captius corsos.
La referència a la batalla es troba en diversos cronicons francs, però tots ells reprodueixen, amb petites variacions, l'obra del cortesà de Carlemany, Einhard, Annales regni Francorum (ca. 830), que relata els fets de la següent manera:
| «                                  | Mauris de Corsica ad Hispaniam cum multa praeda redeuntibus, Irmengarius Comes Emporitanus in Maiorica insidias posuit, et octo naves eorum cepit, in quibus quingentos et eo amplius Corsos captivos inuenit. Hoc Mauri vindicare volentes Centumcellas Tusciae civitatem et Niceam provinciae Narbonensis vastaverunt. Sardiniam quoque adgressi commissoque cum Sardis proelio pulsi ac victi et multis suorum amissis recesserunt. | » |
| — Einhard, Annales Regni Francorum | |   |

### Sunyer II d'Empúries-Rosselló(891)
El 891 preparà una expedició, entre comercial i piràtica, contra els sarraïns enviant una flota de quinze vaixells que van arribar a Petxina, prop d'Almeria, acabant tot amb una treva que durà les primeres dècades del segle x.

### Croada pisano-catalana

Taifa de Dénia cap al 1037.

La Croada pisano-catalana a les illes Balears, que en l'època eren una taifa musulmana, va consistir en una expedició en represàlia pels actes de pirateria comesos pels musulmans que l'habitaven, duta a terme per Ramon Berenguer III i els seus aliats, el 1114. Fundada en un tractat de 1113 entre la República de Pisa i el Comte de Barcelona, tenia com a objectiu arrabassar l'illa als musulmans i impedir l'atac i entorpiment als combois i naus dels comerciants cristians que en aquells dies navegaven pel mar Mediterrani. Tot i que Mallorca va quedar un altre cop en poder musulmà, va servir per establir les bases d'el futur poder naval català i per enfortir els contactes comercials a la Mediterrània.

### Ramon Berenguer el Gran(1116)
Segons una biografia del bisbe Oleguer de Barcelona, Ramon Berenguer el Gran va viatjar a Roma amb un gran estol fent escales a Gènova i Pisa, signant tractats diplomàtics.
| « | ... Construïren naus, vaixells magnífics tripulats per una multitud de mariners i remers de Barcelona. El comte Ramon hi va embarcar amb nobles religiosos i guerrers del seu comtat. Feren vela i anaren cap al Roine. Embarcaren els bisbes de Frejús, Niça i Antibes. S'adreçaren a Gènova on foren rebuts amb honors. El comte va demanar ajuda contra els infidels i els genovesos la prometeren. Després anà a Pisa... | » |

### Gorabs (1120)
En un conveni entre Ramon Berenguer III i l'alcaid de Lleida s'esmenten els gorabs, vaixells interpretats com a caravel·les.

## Marina catalana consolidada
Tot i que Ramon Berenguer el Gran ja disposava d'una armada important, l'esdeveniment que consolida la potència naval catalana és la conquesta de Mallorca.

### Conquesta de Mallorca(1229)

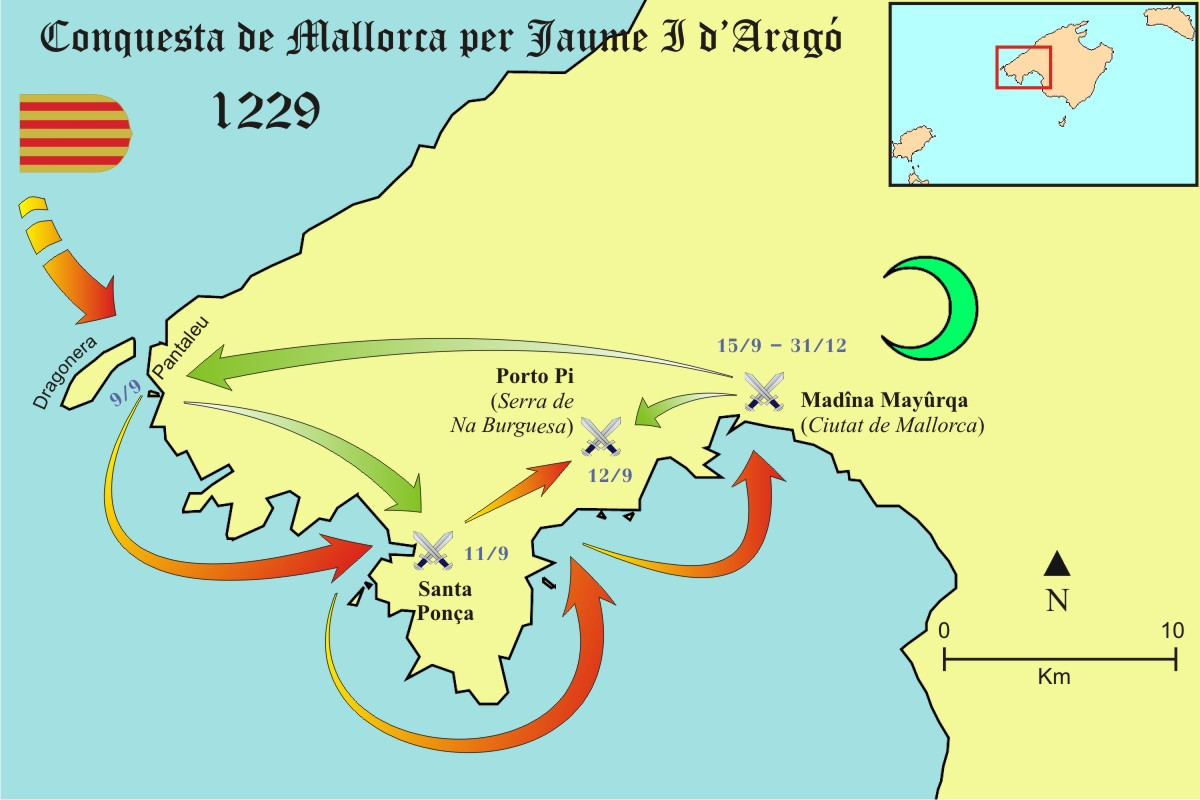
Conquesta de Mallorca per Jaume I

La conquesta de Mallorca va començar amb una gran operació naval. Els fets generals són prou coneguts i fàcils de consultar. Hi ha alguns particulars no tan divulgats que convé tenir en compte.
- Un cop aprovada la conquesta el rei encomana l'organització de l'estol a Ramon de Plegamans. Aquest feu fer galeres, tarides i altres llenys. Feu fer bescuit i provisió de farina i de forment, de civada i peix salat.[19]
- Els tipus de vaixell esmentats en l'expedició eren: galeres, galiotes, llenys, corces, brisses o búrcies, naus i tarides.[20]
- Hi havia un codi de senyals lluminosos entre vaixells amb farons apantallats per tal d'evitar la seva visió des de Mallorca.[21]
- L'estol va patir una tempesta. La galera del rei va rebutjar la demanda d'un timó de recanvi.

#### Carrós de Costa(1230)
Aquest marí d'origen genovès i corsari extremat comandava la rereguarda de l'estol de la conquesta de Mallorca. El 1230 el rei Jaume el va nomenar primer almirall de Catalunya i Mallorca.

### Drassanes de Barcelona
L'any 1243 hi ha una Cèdula de Jaume I per referir-se als límits occidentals de la Ribera utilitzant per primer cop la paraula Drassanes.
A principis del segle xiii ja es construïen vaixells extramurs entre el torrent de Cagadell i Montjuïc, en uns terrenys en els quals Jaume el Conqueridor va prohibir la construcció de noves cases i ordenà l'enderroc de les existents.
Durant el regnat de Pere el Gran entre els anys 1275 i el 1285, la conquesta de Sicília i la Croada contra la Corona d'Aragó havia comportat la necessitat de disposar d'un espai per a la conservació i manteniment dels estols reials i es va iniciar la construcció de les drassanes, que constava d'un ampli edifici emmurallat de planta rectangular que estava obert per la banda del mar emmarcant un gran pati central descobert, capaç d'encabir setze galeres amb quatre torres als seus angles, de les quals dues encara existeixen. A partir de la construcció de les noves muralles al segle xiv, les drassanes instal·lades al peu de la muntanya de Montjuïc passen a ser les úniques de la ciutat.

### Guerra de Sicília (1282-1289)
- 1282. Batalla dels Comtes
- 1283. Nomenament de Roger de Llúria com a almirall del (sic) “regne de Catalunya e Sicília”.[31][32]
- Combat de Nicòtena (1282)
- Combat de Malta (1283)
- Batalla naval de Sant Feliu de Guíxols (1285)

#### Consideracions deRamon Muntaner
A més dels seus fets militars, Ramon Muntaner fou un observador atent de la realitat i un conseller expert en la guerra naval.
- Aconsellava l'establiment regular de quatre drassanes. Les de Barcelona i València per necessitat (com a ciutats més importants) i les de Tortosa i Cullera per la seva ubicació i les seves condicions estratègiques. Així, amb 25 galeres a cada base, el rei disposaria de 100 galeres sempre a punt. A més, per tractar-se de ports fluvials, les 50 galeres de Tortosa i Cullera podrien armar-se en secret.[33]

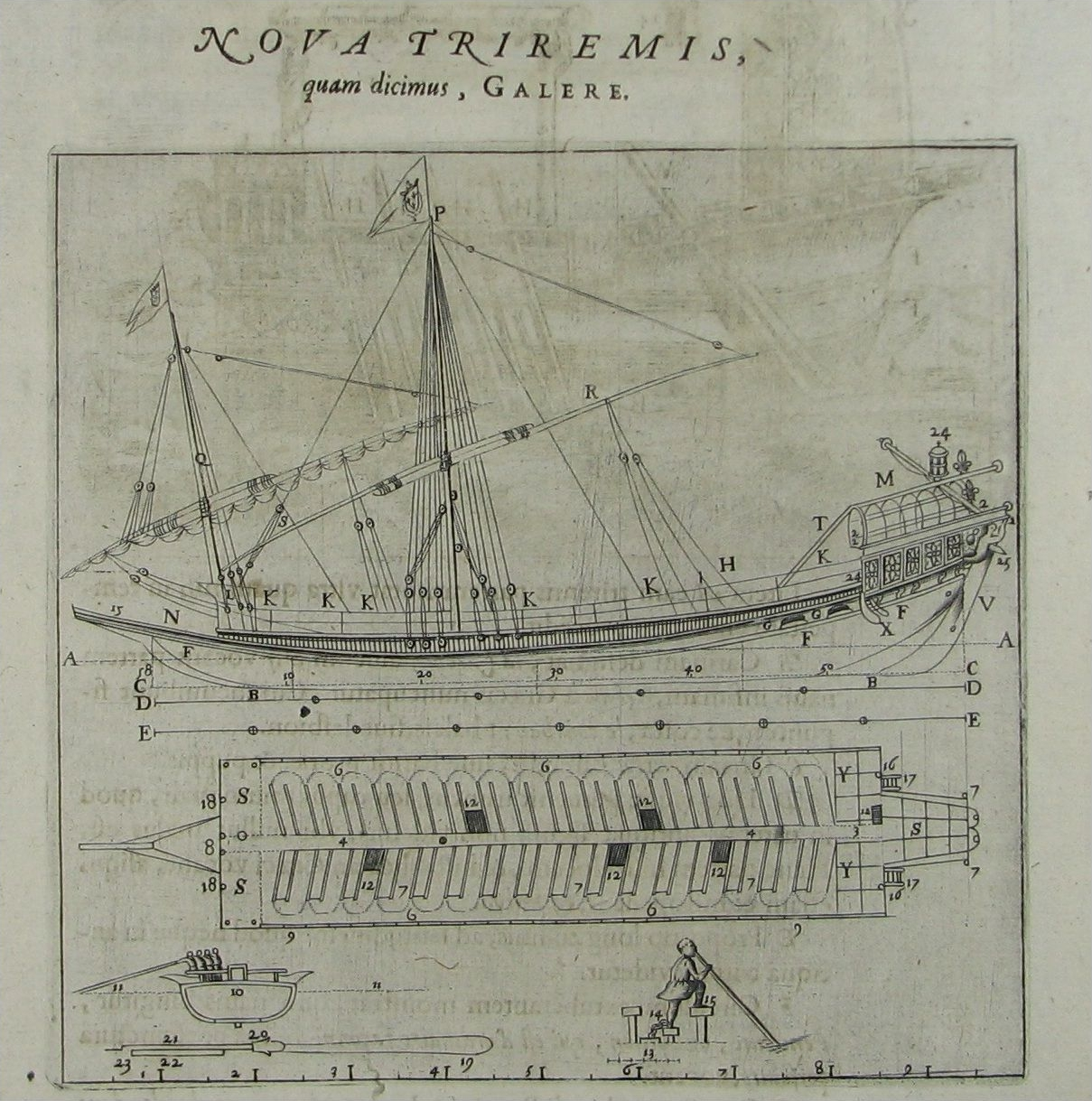
Coberta d'una galera. La proa és a l'esquerra. A cada banc hi poden remar tres remers. Però és possible prescindir del tercer remer (terçol).

- Muntaner fou un defensor de les galeres amb ballesters “en taula”, ballesters professionals enrolats com a ballesters i sense obligació de remar. Això implicava una galera amb dos remers (cadascun amb el seu rem) per banc, deixant desocupat el lloc del terçol. Les galeres amb tres remers per banc (palomer, postic i terçol)[34] eren més ràpides però disposaven de ballesters ocasionals (els terçols feien de ballesters) menys hàbils que els professionals.

| « | ... E per cert cascu vull que sapia, e diu vos ho aquell qui en moltes batalles ha vist, quels ballesters en taula sen porten les batalles, puix les galees meten los rems en franell, perque tostemps, qualque sia almirall o capita de galees de Cathalans, fara que saui, que no port torsols en les galees, mas quels ballesters estien en taula, quels ballesters en taula van hi reposats e ab llurs ballestes e tretes be adobades e enpenades. E mentre los galeots voguen, ells estan atersats ab llurs ballestes, quels ballesters cathalans tots son als que de nou sabrien fer una ballesta, si que cascu la sap aterçar, e sap fer una vira e un matras e corda e ancorda, e lligar, e tot ço que a ballester pertany; que Cathalans no entenen, que sia ballester negu, sino sap fer del començament tro a la fi tot ço qui a ballesta pertany : e axi porta tot son arreu en caxa, com si hauia tenir obrador de ballesteria, e negunes altres gents aço no han, quels Cathalans ho aprenen ab la mamella, e les altres gents del mon nou fan; per que los Cathalans son los pus subirans ballesters del mon. Per que los almiralls e los capitans dels estols dels Cathalans deuen donar tota auinanteza, que aquesta bondat singular que en altra gent nos troba nos lexats, mas que faessen obrar; per que no es mester, que los ballesters aytals voguen tersols, que si ho fan perden la gracia de la ballesta... | » |

- En el capítol 272 (CCLXXII) de la seva crònica, Ramon Muntaner inclogué un sermó en vers amb consells militars sobre el passatge a Sardenya. Pel que fa a les forces navals Muntaner recomanava un estol de 100 galeres (80 amb ballesters de taula i 20 galeres lleugeres amb terçols). Finalment l'estol constava de 60 galeres sense cap galera ràpida.[35][36]

#### Ramon Llulli elRex bellator(1292)
La importància de Ramon Llull com a teòric naval és notable i convé recordar-la.
- Els seus escrits sobre navegació (deixant de banda el perdut Llibre de navegació) demostren la forma de navegar per estima dels vaixells de la seva època. Un estol militar ha de conèixer amb seguretat la seva posició.
- En les obres sobre la recuperació de Terra Santa exposa la necessitat d'una armada naval: l'armada catalana.

### Galió de Barcelona (1292)
En una carta de Jaume el Just a Sancho IV de Castella s'esmenta un “galeón” armat a Barcelona per transmetre notícies i portar la paga de dos mesos per a dues galeres catalanes cedides a Castella.
- La referència indica 1299, un any erroni.
- El galió indicat a la carta és la referència més antiga en castellà.[38] Es tractava d'un vaixell petit i ràpid, amb veles i rems. Probablement molt semblant a una galiota o sagetia.

### Batalla naval de Càller(1325)
El 29 de desembre, la flota de Francesc Carròs i de Cruïlles derrotà la flota de socors de 24 galeres de Gaspar Doria, que va iniciar l'atac amb cinc galeres genoveses i dues pisanes la nau de Carròs, mentre la resta de la flota es quedava en la rereguarda.
En arribar a l'alçada de la nau de Carròs, aquest va fer llevar àncores i, agafant desprevinguda l'avantguarda va capturar cinc galeres genoveses i tres pisanes, mentre la resta de les galeres atacants fugia i Doria escapava nedant (o amb la barca de panescalm).
- Un detall tècnic comentat per diversos autors posteriors el va donar Muratori, citant el poema "De proeliis Tusciae” (de Raynerius de Grancis). Si cal creure el que escrigué l'autor, les bordes de les galeres catalanes eren més altes que les bordes de les galeres enemigues.[42][43]

### Coca Sant Climent(1331)

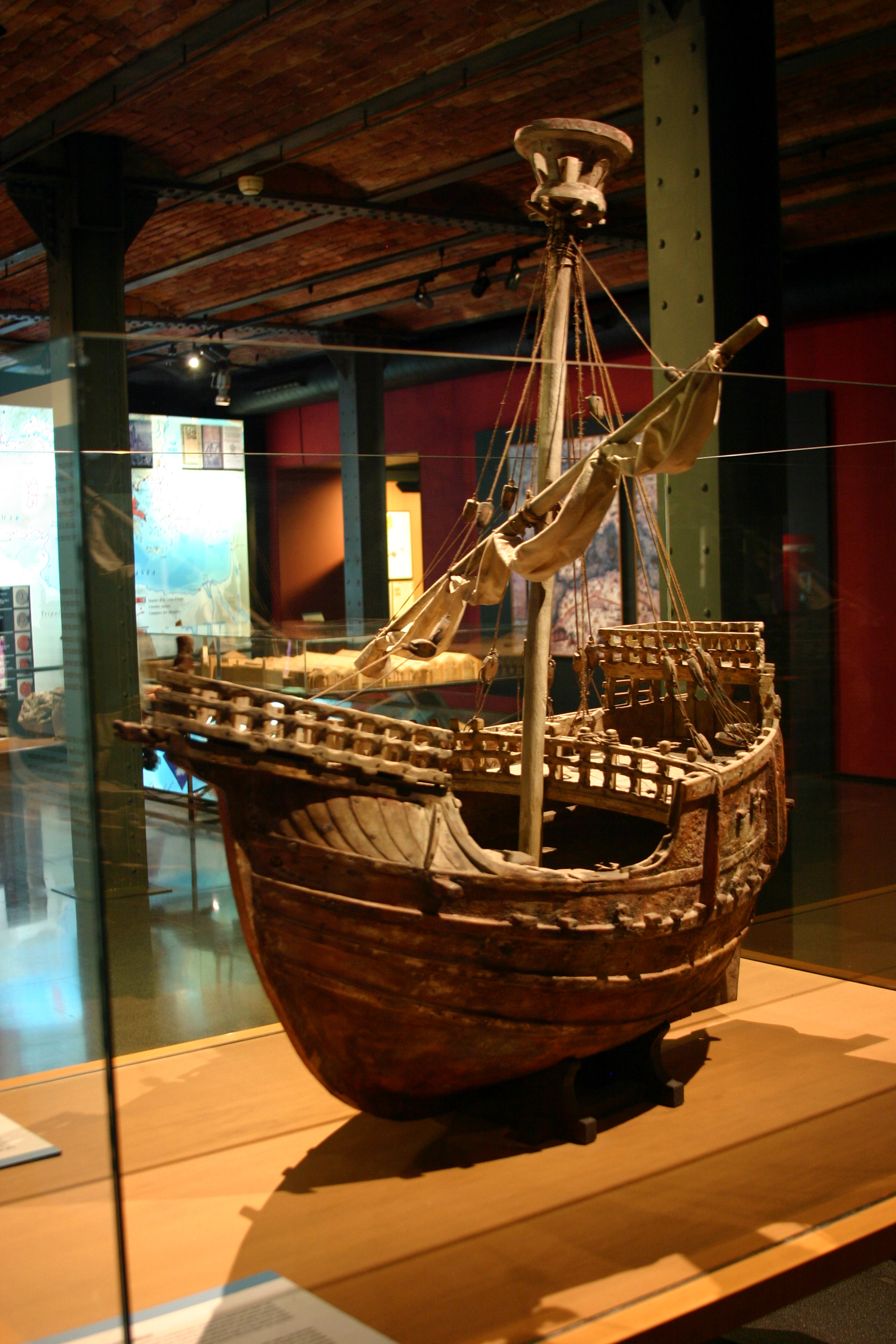
Maqueta de la coca de Mataró, al Museu d'Història de Catalunya, Barcelona. La coca Sant Climent devia tenir un aspecte semblant

La coca Sant Climent  fou una coca de grans dimensions, armada l'any 1331 per tretze ciutadans de Barcelona per a lluitar i defensar-se dels genovesos (enemics de Catalunya en aquella època). (Vegeu Guerra catalanogenovesa (1330-1336)). La coca havia estat construïda a Gènova i capturada per l'almirall Galzeran Marquet. La va comprar la ciutat de Barcelona i la va tornar a en Marquet per a fer el cors contra els genovesos, segons contracte amb el sindicat esmentat de tretze ciutadans.
Tot i que les mides no es coneixen, la coca Sant Climent estava pensada per a 500 tripulants armats.
De la mateixa època i posteriors hi ha bastiments de dimensions considerables semblants a la coca Sant Climent. Per exemple les naus de la batalla de Ponça d'Alfons el Magnànim: Magnana, Lomellina, Calva...

### Batalla naval del Bòsfor(1352)
Pere el Cerimoniós va nomenar capità de l'estol, de trenta galeres, Ponç de Santa Pau el març de 1351. L'armada catalana va sortir de Maó el mes d'octubre i es va dirigir, fent escala a Càller, a Messina, on es van unir vint galeres venecianes capitanejades per Panerazio Giustinian, i ja de camí a Constantinoble s'hi van unir catorze galeres venecianes més i quatre de valencianes capitanejades per Bernat de Ripoll.
L'armada de l'aliança derrotà als genovesos comandats per Paganino Doria la nit del 13 de febrer de 1352 enmig d'una tempesta molt violenta, amb moltes baixes per culpa de la indecisió de l'almirall venecià i la inexperiència en aquelles aigües del català.

### Batalla naval de Port del Comte(1353)
En 1353 Bernat II de Cabrera comandà un estol de 46 galeres que s'havien reunit a Menorca, salpant de Maó el 18 d'agost, arribant a l'Alguer el 25 d'agost, on s'hi trobaren amb 20 galeres venecianes comandades per Nicolò Pisani. Una flota genovesa de 60 galeres comandada per Antonio Grimaldi pretenia atacar les dues flotes per separat.
La flota de Bernat II de Cabrera i Nicolò Pisani, empesa pel vent de xaloc, derrotà el 27 d'agost de 1353 a la genovesa al Port del Comte, als afores de l'Alguer.

### Ordinacions sobre lo fet de la mar(1354)
| «                                                          | CAP. XXII. Com deuen navegar les Galées del Estol entemps de fortuna, ò de foscha nit. Item, sia ordinació general: que tots temps que Estól navegará ab fortuna, è ab foscha nit, que cascuna Galéa port una lanterna, è aquella del Capitá ne port dues ab lo pharaó ensemps, ço es, la una è la una part del pharaó, è l'altra è l'altra part. E si lo Patró è lo Cómit veyen, ques lunyassen, è quels fos perill, quel poguesen apagar. | » |
| — Ordinacions sobre lo fet de la mar, Bernat II de Cabrera | |   |

### Francesc de Perellós(1356)
Com a almirall del rei de França durant la Guerra dels Cent Anys, al cap de nou galeres avarades i armades per Bonanat Descoll i Guillem Morey a Barcelona, feu una expedició a Anglaterra, i va arribar a Sanlúcar de Barrameda a la recerca de vitualles, i estant la Corona d'Aragó en guerra contra la República de Gènova atacà dues naus genoveses, provocà la intervenció de Pere I de Castella, que va requerir Perellós perquè abandonés la seva presa; i com aquest no ho feia, es va queixar a Pere el Cerimoniós, qui tampoc no li va fer cas, i perseguí Perellós amb algunes galeres fins a Tavira, però no va poder atrapar-lo, i com a venjança va fer cremar les mercaderies dels catalans a Sevilla.
- Francesc de Perellós fou almirall de França entre 1368-1369, amb el nom de François de Perilleux (ou de Perillos).[58][59]
- L'estol que salpà de Barcelona constava de vuit galeres i una galiota –segons les fonts franceses– en arribar a França.[60]
- Guerra dels dos Peres
- Batalla naval de Barcelona (1359)

### Pere el Cerimoniós(1356)
Segons decret de 1351 va ordenar que tots els documents referents a activitats navals es redactessin en català.
El 26 de febrer de 1356 va promulgar unes Ordinacions sobre certes regles que’s deuen tenir en los armaments de corsaris particulars.
Va signar un acord amb la ciutat de Barcelona per a posar sostre a les drassanes. Teòricament el sostre havia d'incloure planxes d'estany. En l'anterior concòrdia de 1378 els consellers parlen al rei de “la vostra Daraçana”. Posteriorment, l'any 1390 en el projecte d'ampliació per a encabir 30 galeres, la designació és “la Daraçana de Barcelona”. Sense canviar la titularitat reial sembla haver-hi una demostració de que la propietat moral i de facto de les drassanes corresponia als qui pagaven les obres i el manteniment.

### Francesc Eiximenis(1379-1392)
Francesc Eiximenis en el Dotzè del Crestià parlava de la guerra naval i de la disciplina i ordre que cal observar en els vaixells. Pel que fa a la mesura del temps escrigué el següent:
| «                                 | La dotzena és quel alguatzir de cascuna galea faça observar les guaytes acostumades de nits e de dies. E si lo nauxer és diligent deu bé guardar les hores en popa e daquell qui les guarda per cosia. Per guisa que sapìen lo temps qui passa quan és en quan van o quan tornen atràs e així de les altres circumstàncies. | » |
| — Dotzé del Crestià; cap CCCXXXVI | |   |

- El capítol CCCXXXIII (333) tracta de la guerra naval i exposa diversos conceptes interessants.
  - Indica la necessitat d'anomenar amb precisió els diversos llocs de combat en la coberta d'un vaixell. I recorda el costum català d'anomenar la banda dreta (estribord) "banda de Santa Maria" i la banda esquerra (babord) "banda de Sant Jordi".

- Cura de ferides en combat.

| « | ... La setzena és que de continent que les galeres o estol se acosten lo barber vaja desota amb un fadrí que li ajut, e aparellen ous e stopa e benes e la farramenta per arrencar viretons o per ajudar nafrats e lo nafrat deu sen devallar al barber per la porta de popa e de continent que és metjat torne desús si donchs la nafra no és perillosa... | » |

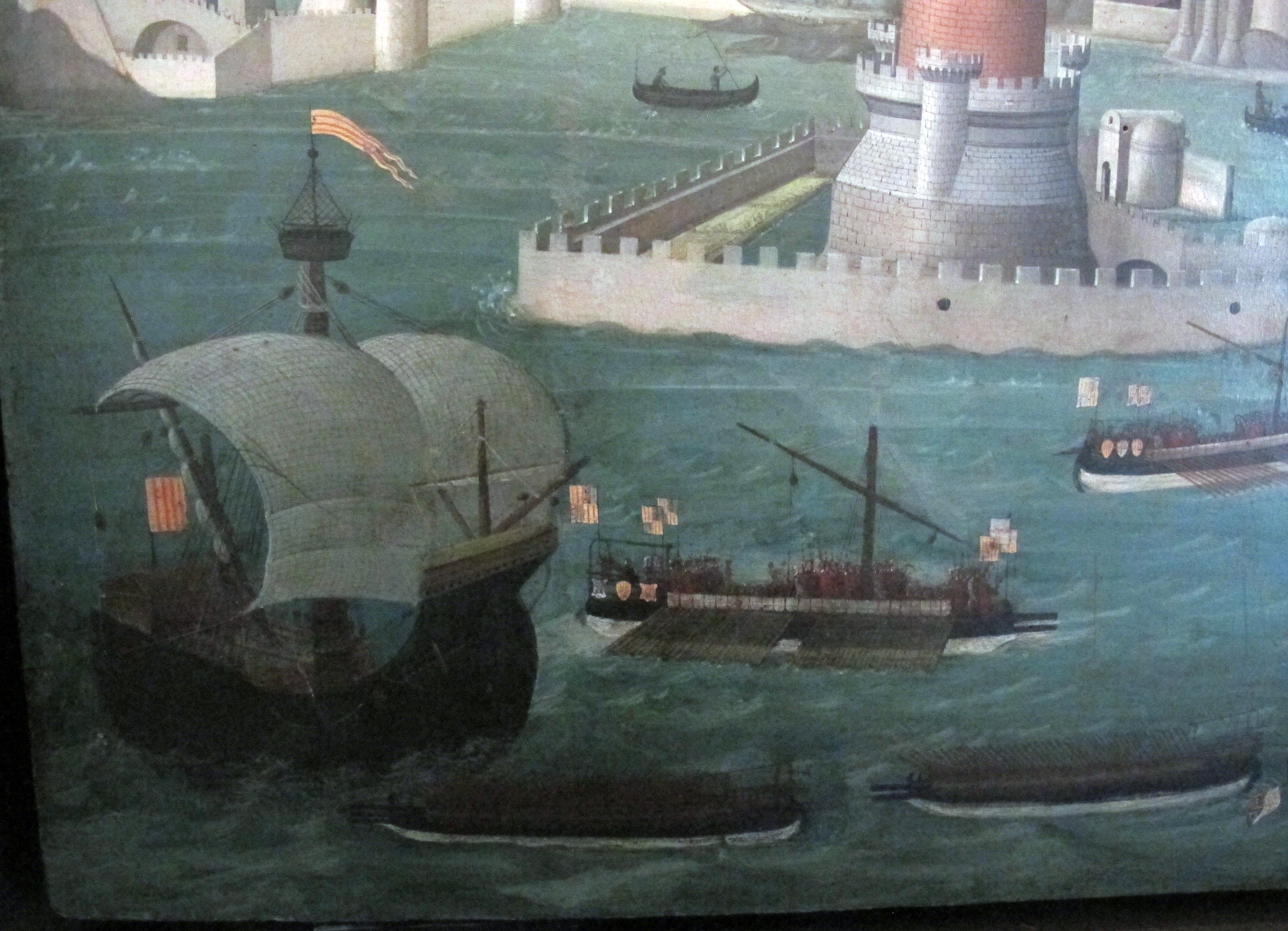
Detall de la Tavola Strozzi. Vaixells que tornen a Nàpols després de la batalla d'Ischia (1465).

- Artilleria. Indica la necessitat de bombardes i ballestes de lleva.

### Alfons el Magnànim(1416-1458)
- Setge de Bonifacio (1420)
- Batalla naval de Ponça (1435)
- Les expedicions militars d'Alfons el Magnànim estan molt documentades i han estat objecte d'estudis molt detallats. En la referència adjunta poden consultar-se el finançament i l'organització de les campanyes. Especialment les operacions navals.[71]
- Molts detalls de l'armament de l'expedició de Sicília (1433) poden consultar-se al Dietari de Melcior Miralles que escrigué diversos capítols sobre el tema (especialment “De les arteleries que portava lo senyor rey en les naus e galeres de Catalunya”, pàgina 183). Miralles especifica que la preparació de tot l'estol i la fabricació de totes les armes es feu a la ciutat de Barcelona.
  - 1433. L'estol d'Alfons el Magnànim que salpà cap a Sicília va carregar a Barcelona 200.000 unitats de “granades de mà” primitives.[72]

| «                                                                       | “...Encara portava .CC. mília magranes de coure plenes pólvora, e com hi metien foch fien gran remor, e, com se trenquaven los troços, fien tant de mal que metien per terra a quants toquaven...” . | » |
| — Melcior Miralles: Crònica i dietari del capellà d'Alfons el Magnànim. | |   |

- 1420. Setge de Bonifacio per part de l'estol d'Alfons el Magnànim. Són esmentades les “bombardes manuals”, anomenades “escopetes” o "espinguardes", que tiraven bales de plom.[73][74][75]

| «                                                                              | “Gli Aragonesi poi dalle gabbie degli alberi e sulle torri dei navigli, senza posa, spesseggiavano con dardi, misti a bombarde metalliche a mano, introdotte in una canna simile a un fucile, chiamata schioppetto, con la quale chi portavala colpiva con una pallottola dì piombo spinta dalla violenza del fuoco”. | » |
| — Istoria di Corsica-De rebus corsicis (en llatí i italià). Per Pietro Cirneo. | |   |

#### Benedetto Cotrugli.De Navigatione(1464-65).

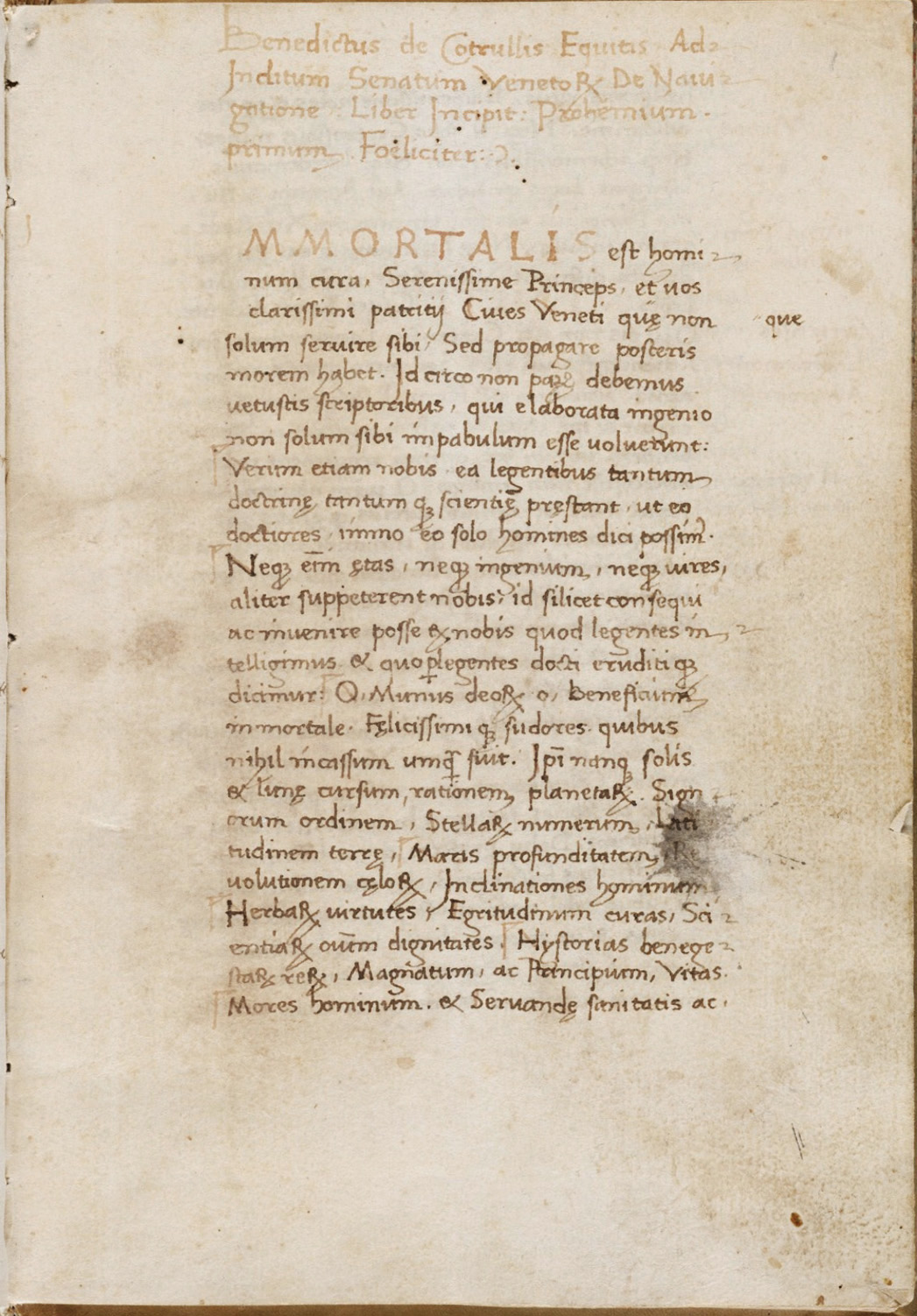
'De Navigatione Liber' 1464.

Benedetto Cotrugli fou autor d'un llibre de navegació (“De navigatione”; Nàpols 1464) que no es va arribar a publicar, però que es conserva en forma de manuscrit. Es tracta d'una obra que pot consultar-se en una transcripció digitalitzada a cura de Piero Falchetta. També el manuscrit original pot llegir-se de franc (Manuscrit Beinecke MS 557, Yale University Library, Beinecke Rare Book and Manuscript Library).
| «                                     | Galea vogia III hommini per bancho ogi, et have XXVIII et XXVIIII banchi. Le fuste vogano dui remi per bancho, et queste sonno de più qualitate de longeçe, ad beneplacitum XII, XVI, XX, XXIIII etc... Et realmente quisto modo de galee ando aptissimamente la nation Catallana et sondo aptissimi allo governo de quelle, perché le altre nationi armano solamente alli bisogni, et li Catalani al continuo fando lo misterio, et ciascheduno ne sa in parte et li Catallani in totum. | » |
| — De navigatione. Benedetto Cotrugli. | |   |

### Guerra Civil catalana(1462- 1472)
| « | ...Aquest dia ans de dinar los reverent e honorables deputats acompanyats de XXVII persones del parlament general de Catalunya feren ficar stepes per a XXVII galeres les quals hiversosament fan fer e armar ensemps ab altres galeres que ja son fetes dins la Dreçana per defensio de les mars del dit principat: e tot aço se feya per raho de la liberacio de la persona del illustre princep e primogenit nostre lo qual lo senyor rey detenia en preso... | » |

## Ferran el Catòlic(1479-1516)
| «                                                                                             | …Desarmáronse estas galeras por mandado de los Reyes Católicos don Fernando y doña Isabel y persuasión de frailes que les encargaron las conciencias porque tenían galeras, diciendo que Dios no tenia mas de un infierno para todo el mundo, y que ellos querían tener muchos pues cada galera era un infierno. Tanta fue la obediencia que los catalanes tuvieron á sus reyes, que aunque tenian guerra con ginoveses enemigos viejos, y aunque hacían y temían el daño que después acá se les ha por esto seguido, cumplieron luego el mandamiento; y tan bueno fue el consejo de aquellos frailes, que ha sido causa de cuantas guerras y robos han hecho cosarios en estos reinos. | » |
| — Choronica de los muy nombrados Omiche y Haradin Barbarrojas, por Francisco López de Gómara. | |   |

- 12 de gener de 1489. Pragmàtica contra corsaris que eliminava els corsaris catalans.
- 30 de juny de 1498. Cèdula de Saragossa que autoritzava el cors, sense cap limit, als armadors bascos.

## Cardenal Cisneros(1516)
| « | ... Nos vos encargamos que luego vos informéis y sepáis la verdad que orden se tenia en el sostener de las galeras cuando las había en las atarazanas desa cibdad (Barcelona).... y qué personas y oficiales había obligados al servicio de las dichas galeras y atarazanas, y qué ordenanzas tienen dello, y qué oficiales hay agora déla suso dicho, y en qué se emplean.:... y asi mismo enviéis acá un cómitre de los dichos oficiales bien instruto é informado para que le mandemos oír cerca dello — y esto combiene que se haga con mucho recabdo y diligencia porque cumple mucho saberlo, por lo que se ha de proveher no solamente ahí pero en otras partes destos reinos contra los moros y turcos que procuran de las ofender... | » |

## Carles V(1516-1556)
L'any 1528 l'emperador Carles va signar una Reial Ordre manifestant la seva voluntat de construir amb urgència 50 galeres a Barcelona i decretant algunes mesures especials per a proveir la fusta necessària a les muntanyes de Catalunya i Aragó. Aquestes mesures extraordinàries no eren necessàries en el sistema tradicional català i eren contràries a algunes lleis del país. Al cap de deu mesos la fita es va assolir i arribaren a Tortosa les fustes necessàries per a bastir 37 galeres. El responsable, Jaume Ferrer, va passar els comptes al Mestre racional Francesc Gralla que els va aprovar i arxivar.
| « | ... Es de advertir, que toda la arboladura vino de los Pirineos por el Ebro, y la demás madera de montes de Cataluña, y asimismo todo el herrage y clavazon, y las lonas fueron de la tierra, aunque mucha vino de Génova : el cáñamo, del campo de Tarragona, Lérida y Balaguer : las velas se cortaron y cosieron en el salon de la Lonja del mar ; y la xarcia y cordage se trabajó dentro de la huerta de S. Francisco, á cuya Comunidad se indemnizó de la hortaliza de su consumo diario. La pólvora, así de arcabuz como de cañón, se refinó en Barcelona ; y en esta Ciudad tambien se trabajaron todas las armas, artillería, y demás pertrechos de guerra. La mitad de las Galeras se construyeron al descubierto ; porque en las Atarazanas solo se podían trabajar diez á la vez. De todas estas Galeras fué despues Capitan General D. Alvaro de Bazán, y su Teniente General D. Miguel de Bohera… | » |

- Jornada de Tunis (1535)

## Felip II de Castella(1556 – 1598)
- Batalla de Lepant (1571).[82]
  - Galera Reial
  - La participació catalana a Lepant fou molt important. Només de Sant Feliu de Guíxols hi havia vuitanta oficials.[83]
- Armada Invencible 
  - Hug de Montcada i Gralla
    - Notícia de la derrota i comentari al Dietari de la Generalitat de Catalunya.

| «                                                                                    | Dimarts, 4 d'octubre de 1588, dia de sant Francesc: En aquest dia vingué y se publica nova com la armada que sa magestat havia feta y tramesa a Inglaterra ere tornada en Espanya repartida per mal temps part en la Corunya y part en Laredo y Santander, vingué molt mal adobada per mal temps y falta de provisions en manera si moriren moltes persones, y entre altres se perdé una galeasa de la qual era capità don Hugo de Moncada fill del compte de Aytona la qual se encalla y los contraris pelearen ab ells, y mori dit don Hugo y Joan Setanti y altres cathalans peleant y ab les armes en les mans com a valents cavallers, de manera que sols pelearen y moriren en pelea cathalans y no altra nació, Deu sia de tot servit y lohat. | » |
| — Manual de novells ardits: vulgarment apellat Dietari del antich consell barceloní. | |   |

- La Girona
- La Juliana

### García Álvarez de Toledo y Pimentel-Osorio(1558)
En època de Carles I fou Capità general del mar (1544). Ja com a Virrei de Catalunya declarava la crema de boscos sencers del Principat amb l'excusa d'acabar amb els bandolers (1561). Una mesura poc favorable a la construcció naval. L'any 1562 va imposar mestres d'aixa biscaïns a les drassanes de Barcelona. En el nou càrrec de virrei de Sicília va imposar artesans genovesos per a fer sis galeres amb urgència (1565).
| « | ... Su Majestad me mandó, como con otras mías he escripto á V. S., que inviase de Genova los maestros para hacer los seis buques de galeras que ahí se han de labrar, y ansí invié los mejores que habia allí, que son de los buenos que yo conozco; y esta diligencia y gasto de inviarlos de Italia se ha hecho particularmente para que estos hombres entendiesen en asentar dichos buques y hacellos del garbo y manera que yo les mandase, porque no hay en Cataluña maestros que entiendan esto, que es lo que mas importa para que las galeras salgan como conviene. Yo les di la orden que en este particular habían de tener, y he suplicado á V. S. mandase que en lo de asentar dichos buques no entendiesen otros, si estos no, porque cierto así conviene. Y hoy he rescebido una carta que ellos mescriben de 2 deste, en que me dicen les han dado cargo de hacer una sola galera, y que el gobernador les ha dicho que las otras cinco las quería dar á maestros catalanes, y puesto por maestro mayor un maestro Marco Mas, que no sabe lo que el zapato de los otros; y que este ha puesto ya á caballo dos buques. Y héme maravillado mucho dello, pues estos maestros fueron para lo que tengo dicho, y por duplicados lo he scripto yo al gobernador. Y suplico á V. S. que, pues la voluntad de Su Majestad es que ellos entiendan en lasiento y fábrica de dichas galeras, sea V. S. servido de no consentir que entiendan otros en esto que ellos, y de mandar que en los dos buques que ha asentado el dicho maestro Marco Mas, no se pase adelante por él, sino que los hagan dichos maestros y entiendan en los demás que se han de asentar. Y tambien suplico á V. S. que en la fábrica de todos ellos mande se den mucha priesa, pues el tiempo es ya adelante, y cada dia se tienen mas ciertos avisos de la salida de larmada del turco este verano en mucho número de navios, y mas presto que los otros años, como V. S. lo habrá entendido por otra vía. | » |
| — Minuta autógrafa de carta de D. García de Toledo al duque de Francavila, virey de Cataluña (1565). | |   |

### 1585. Frederic Despalau, drassaner major de les Drassanes de Barcelona[84]
| «                                                                                         | A 22 de maig de 1585 volgué Sa Magestat, ab les persones reals, anar a la drassana per a veure lansar en mar unes galeres, la capitana que havie de ser de España y dos galeres que havien fetes per a navegar a les Indies, que may se n'havien fetes així, perquè eren de dos cuberts y de 20 bancs, y’s digué aprés feren bons prova per aquelles mars... Perqué en tots los regnes del rei no y à millor comoditat per a fer galeres que en Catalunya, per lo gran aparell que y à de fusta, ferro, canyem y abres y antenes y rems, que tot ho produeix la terra amb molta abundància... | » |
| — Cavallers i ciutadans a la Catalunya del Cinc-cents. Antoni Simon i Tarrés. Pàgina 125. | |   |

## 1607-1617
En aquest període només es construïren 14 galeres a les drassanes de Barcelona.

## Qualitat de fabricació
| «                                                          | ... Con esta ocasión representa la mala calidad de la fabrica del Tarazanal de Génova y su gran costa por deverse volver hazer las obras muertas aunque sea en buques nuevos, su poca duracion, quando los fabricados en Barcelona pasan de 20 años y pone en la real consideracion tantas conveniencias de hacienda y buena razon de estado aora que se prefiera a la de Genova y la Capitana es de tan flaca fabrica que será necessario mudarla de aquí a quatro o cinco años […] Representa [el marqués de Bayona] a V Mgad. que siendo preciso fabricar estos tres buques tendrá gran conveniencia que se hagan en Barcelona... | » |
| — La Junta de Galeras al rey, Madrid, 23 de abril de 1664. | |   |

## Batalla naval de Barcelona (1714)
Una descripció resumida d’aquest combat pot consultar-se en una de les obres de l’historiador Mateu Bruguera i Lladó. Un estol de guerra d’Anglaterra destinat a blocar l’accès marítim a la ciutat assetjada va ancorar en aigües de Barcelona.